# Rickettsia conorii
Rickettsia conorii es una bacteria del género Rickettsia, gramnegativa, parásito intracelular obligado  que causa la fiebre botonosa mediterránea. Es transmitida por la picadura de la garrapata Rhipicephalus sanguineus, que a su vez la adquiere de los animales que parasita, generalmente cánidos, tanto domésticos como silvestres. Se extiende por el mar Mediterráneo, mar Negro, Israel, Kenia, India y otras regiones del norte, centro y sur de África. 

## Características
Cocobacilo de pequeño tamaño y crecimiento intracelular obligatorio.

## Grupo de riesgo
Trabajadores al aire libre, veterinarios, en la zona endémica. 

## Infección
Provoca la fiebre botonosa mediterránea. Esta se caracteriza por fiebre, exantema, conjuntivitis y afectaciones articulares. La primera lesión aparece en el lugar de picadura (normalmente garrapata) provocando una mancha negra, lo que le da su nombre a la enfermedad.

## Comentarios
Enfermedad de declaración obligatoria.